# Археолошко налазиште „Старо гробље“ у Турији
 Археолошко налазиште „Старо гробље“ налази се у насељу Турија, општина Србобран. Представља непокретно културно добро, а за њега је надлежан Покрајински завод за заштиту споменика културе Петроварадин.

## Опште информације
Рекогносцирањем терена старог гробља у Турији на површини налазишта нађени су грагменти праисторијске кермаике из бронзаног доба, а спорадично и фрагменти касносредњовековних судова.
Ови налази потврђују постојање културног слоја, који је могао бити делимично оштећен приликом копања гробних рака у 19. веку. На постојање праисторијског насеља указује и конфигурација локације која има истакнут положај поред реке Криваје.